# Террас, Александр Янович
Александр Янович Террас (5 августа 1860 — 19 февраля 1931) — волостной писарь, член Государственной думы III созыва  от Эстляндской губернии.

## Биография
Родился в семье Яна Терраса (1822-?) и Мари Террас, урождённой Тамби (1825-?). По национальности эстонец, евангелическо-лютеранского вероисповедания. Из крестьян деревни Первяц Вайварской волости Везенбергского уезда Эстляндской губернии. Окончил приходское училище.  Выдержал экзамен на звание начального народного учителя. В 1878—1895 годах работал учителем, после этого и до избрания в Государственную думу служил волостным писарем. Председатель местного общества взаимного страхования и секретарь сельскохозяйственного общнства. Член Конституционно-демократической партии. Владел земельным наделом в 14 десятин, и дачей стоимостью 3900 рублей.
14 октября 1907 года избран в Государственную думу III созыва  от съезда уполномоченных от волостей Эстляндской губернии. Вошёл в Конституционно-демократическую фракцию. Член  земельной комиссии, комиссии об изменении законодательства о крестьянах. Поставил свою подпись под законопроектами: «Об изменении законов о взимании и отправлении земельной и натуральной повинностей крестьян», «Об обеспечении отдыха торгово-промышленных служащих», «О введении земства в Сибири», «Правила приема в высшие учебные заведения», «О найме торговых служащих», «О введении в Архангельской губернии местного самоуправления», «Об изменении городского избирательного закона, «О отмене смертной казни».
Скончался 19 февраля 1931 г в Вайваре, Эстония.

## Семья
- Жена — Мария Паулина, урождённая Сэкк (Maria Paulina Säkk, 20 октября 1861—?)[3].
  - Сын — Карл Террас[англ.] (9 сентябрь 1890 — 25 февраль 1942, Кировская область), государственный секретарь Эстонии, депутат VI Рийгикогу;
  - Сын — Альфред Террас (18 февраля 1893—3 августа 1942, Сосьва, Свердловская обл.), заместитель генерального контролера военного отдела Государственного контроля[3];
  - Дочь — Эльфриде Элисе Террас (29 апреля 1895—?)[3];
  - Сын — Артур Террас (1901—1963, Стокгольм), юрист и командир Сил самообороны Северной Эстонии и мэр Таллина (1941—1944)[5].